# Vympel K-13
Pour les articles homonymes, voir K13, AA2 et Atoll (homonymie).
Le Vympel K-13 (code OTAN AA-2 Atoll)  est un missile air-air de courte portée à guidage infrarouge développé par l'URSS. 

## Historique
Par son apparence et ses fonctionnalités, il est semblable au missile américain AIM-9 Sidewinder à partir duquel il fut copié. 
L'hypothèse la plus probable est que l'AA-2 a été obtenu en copiant un AIM-9B taïwanais, resté coincé dans la tuyère d'un MiG chinois sans exploser, après un affrontement aérien lors de la seconde crise de Taïwan, en 1958. Après tractation auprès de Pékin, les Soviétiques l'auraient récupéré.
Le AA-2 Atoll a aussi donné lieu a des copies chinoises telles que le PL-2, PL-3 et PL-5.
Bien qu'il ait depuis été remplacé par des missiles plus modernes dans le service actif, il fut largement répandu dans beaucoup d'armées.

## R-3S
Il s'agit de la version standard, à guidage infrarouge. Sa portée minimale d'engagement est de 1 km et le temps d'activation de son système de guidage est de 22 secondes.

## R-3R
Cette version, dotée d'une tête différente plus longue, est guidée par radar.

## Pays utilisateurs
- Afghanistan
- Algérie
- Angola
- Bulgarie
- Chine
- Corée du Nord
- Cuba
- Tchécoslovaquie
- Allemagne de l'Est
- Égypte
- Érythrée
- Finlande
- Indonésie
- Israël
- Inde
- Irak
- Libye
- Pologne
- Roumanie
- Serbie
- Syrie
- Union soviétique
- Viêt Nam
- Yémen